# Hillsboro, Wisconsin
Hillsboro là một thành phố thuộc quận Vernon, tiểu bang Wisconsin, Hoa Kỳ. Năm 2000, dân số của thành phố này là 1302 người.